# Niels Ryberg Finsen
Niels Ryberg Finsen (Tórshavn, 15 de dezembro de 1860 — Copenhague, 24 de setembro de 1904)  foi um médico e cientista dinamarquês-faroense. Em 1903, recebeu o Prêmio Nobel de Medicina e Fisiologia "em reconhecimento à sua contribuição para o tratamento de doenças, especialmente o lúpus vulgar, com radiação de luz concentrada, abrindo um novo caminho para a ciência médica".

## Estudos em medicina
Em 1882, Finsen mudou-se para Copenhagen para estudar medicina na Universidade de Copenhagen, onde se formou em 1890. Por ter estudado na Islândia antes de se mudar para Copenhagen para estudar, ele teve uma admissão privilegiada no Regensen, que é o dormitório universitário de maior prestígio. na Dinamarca. A apriotização de indivíduos islandeses e faroenses no processo de admissão foi a política oficial do governo dinamarquês que foi posta em prática a fim de integrar as elites instruídas de suas colônias com a população universitária de Copenhague. Após a graduação, ele se tornou um procurador de anatomiana Universidade. Após três anos, ele deixou o cargo para se dedicar integralmente aos estudos científicos. Em 1898, Finsen recebeu o cargo de professor e em 1899 tornou-se Cavaleiro da Ordem de Dannebrog.
O Finsen Institute foi fundado em 1896, com Finsen atuando como seu primeiro diretor. Posteriormente, foi incorporado ao Copenhagen University Hospital e atualmente atua como um laboratório de pesquisa do câncer especializado em proteólise.
Finsen sofria da doença de Niemann-Pick, que o inspirou a tomar sol e investigar os efeitos da luz nos seres vivos. Como resultado, Finsen é mais conhecido por sua teoria da fototerapia, na qual certos comprimentos de onda de luz podem ter efeitos médicos benéficos. Seus escritos mais notáveis foram Finsen Om Lysets Indvirkninger paa Huden ("Sobre os efeitos da luz na pele"), publicado em 1893 e Om Anvendelse i Medicinen af koncentrerede kemiske Lysstraaler ("O uso de raios de luz químicos concentrados na medicina"), publicado em 1896. Os artigos foram rapidamente traduzidos e publicados em alemão e francês. Em seu último trabalho, ele pesquisou os efeitos decloreto de sódio, observando os resultados de uma dieta pobre em sódio, que publicou em 1904 como En Ophobning af Salt i Organismen ("Um acúmulo de sal no organismo").
Finsen ganhou o Nobel de Fisiologia ou Medicina em 1903 por seu trabalho em fototerapia. Foi o primeiro escandinavo a ganhar o prêmio e é o único ganhador do Prêmio Nobel das Ilhas Faroé até o momento. Em 1904, Finsen recebeu o Prêmio Cameron de Terapêutica da Universidade de Edimburgo.

## Publicações
- Über die Anwendung von conzentrierten chemischen Lichtstrahlen in der Medizin, Leipzig 1899.
- Bemerkungen betreffend die Lampe „Dermo“, in: Deutsche Medizinische Wochenschrift 28, 2, Georg Thieme Verlag Stuttgart 1902, S. 35–36. doi:10.1055/s-0029-1203363